# 拉斯穆罕默德國家公園
27°43′20″N 34°15′14″E / 27.72222°N 34.25389°E

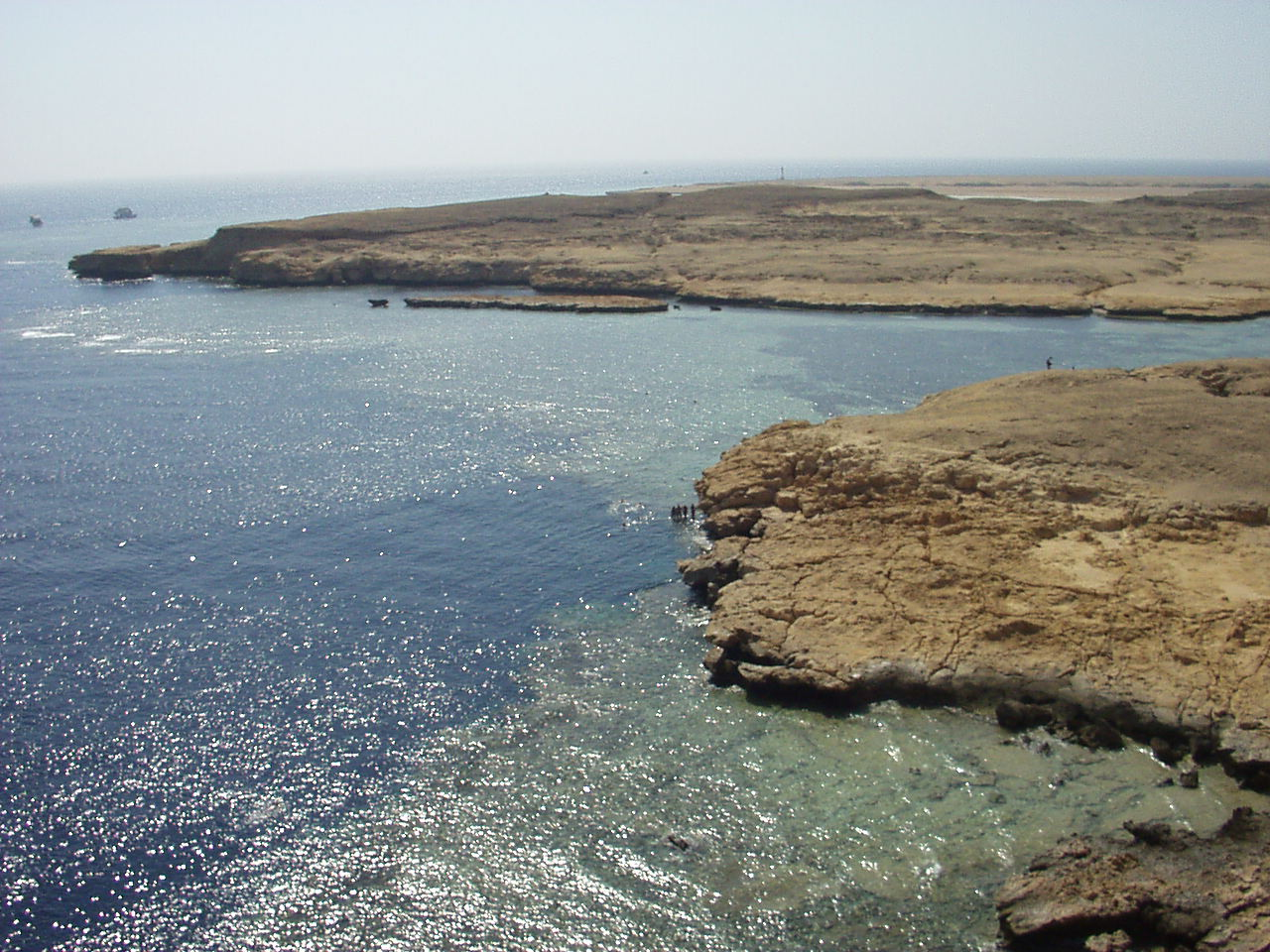

拉斯穆罕默德國家公園是埃及的國家公園，位於西奈半島南端，成立於1983年，面積480平方公里，距離沙姆沙伊赫12公里，西面是蘇伊士灣，東面是阿卡巴灣。